# Betta akarensis
Betta akarensis là một loài cá đặc hữu của Malaysia và Brunei. Loài này xuất hiện ở phía bắc Borneo ở Sarawak (Miri, Marudi, Sungai Akar, Bukit Sarang, Sungai Tebu, Parit Nyadok, Sungai Nibong, Sungai Teku, Mukah) và Brunei (các huyện Bandar Seri, Bagawan, Belait và Tutong). Mức độ thực sự của nó vẫn chưa được biết. Đây là danh sách được đánh giá là Thiếu dữ liệu vì nó mặc định nó có mức xuất hiện tương ứng lớn (38.630 km 2) và xuất hiện ở một số khu bảo tồn, nhưng vẫn có những mối đe dọa đáng kể đối với loài này và có giới hạn thông tin về việc phân phối chính xác của nó trong phạm vi của nó. Nó có đủ điều kiện để được xếp vào một mức bị đe dọa trong tương lai, nhưng cần thêm thông tin để xác định nguy cơ bị đe dọa của nó.

## Mối đe dọa
Nông nghiệp và nuôi trồng thủy sản gây giảm diện tích sinh sống của loài này, ảnh hưởng đến các quần thể. Loài này thường được buôn bán ở các chợ cửa hàng cá cảnh nhưng không xuất hiện lại trong những năm gần đây.

## Bảo tồn
Loài này được tìm thấy trong Vườn quốc gia Lambir Hills ở Bắc Sarawak. Vườn quốc gia Niah ở Sarawak và Công viên Di sản Tasek Merimbun ở Brunei. Nghiên cứu về dân số, lịch sử cuộc sống và các mối đe dọa của nó cùng với việc theo dõi các xu hướng môi trường sống và xây dựng kế hoạch quản lý dựa trên khu vực. Bảo vệ địa điểm và môi trường sống cũng được khuyến khích. Các chương trình giáo dục cộng đồng nên được thực hiện để nâng cao nhận thức về tính dễ bị tổn thương của các loài do sự phân mảnh hoặc thay đổi môi trường sống.